# Howard Kendall
Howard Kendall, född 22 maj 1946 i Ryton i  dåvarande County Durham (i nuvarande Tyne and Wear), död 17 oktober 2015 i Southport i Merseyside, var en engelsk fotbollsspelare och tränare.

## Karriär

### Spelare
Kendall började spelarkarriären som lärling i Preston North End 1961. Han blev professionell i maj 1963 och var med i FA-cupfinalen mot West Ham United 1964, där han var yngst på plan. Han fick spela eftersom ordinarie vänsterhalven Ian Davidson blivit avstängd av klubben efter att ha åkt till Skottland utan tillåtelse.
Kendall var från början försvarare, men efter att ha värvats av Everton för 80 000 pund i mars 1967 blev han omskolad till mittfältare. I Everton bildade han en mittfältstrio med Alan Ball och Colin Harvey som hade stor del i framgångarna säsongen 1969/70, då man blev ligamästare. Under de följande tre säsongerna var Kendall lagkapten. I februari 1974 såldes han till Birmingham City, där han kom att spela i tre och en halv säsong innan han värvades av Stoke City för 40 000 pund. Han tillbringade två säsonger i Stoke och spelade en viktig roll när laget tog sig upp i division ett 1979. Efter säsongen 1978/79 lämnade han Stoke för att bli spelande tränare i Blackburn Rovers. Han förde upp laget till division två 1980 och året efter misslyckades man med att gå upp i division ett efter en målskillnadsaffär.

### Tränare
I maj 1981 återvände Kendall till Everton som spelande tränare, men han spelade bara fyra matcher innan han avslutade spelarkarriären. Inledningsvis gick det trögt, och han var nära att få sparken i januari 1984 när lyckan vände och laget tog sig till final i både Ligacupen (där det blev förlust mot Liverpool) och FA-cupen (där man besegrade Watford). 
Säsongen 1984/85 ledde Kendall Everton till seger i ligan, där man slutade tretton poäng före tvåan Liverpool. Laget vann dessutom Cupvinnarcupen och gick till final i Ligacupen. Följande säsong kom man på andra plats efter Liverpool både i ligan och FA-cupen, men 1987 vann klubben återigen ligan, nio poäng före Liverpool.
Kendall lämnade Everton 1987 för att ta över som tränare i spanska Athletic Bilbao. Detta som en följd av att engelska klubbar var avstängda från europeiskt cupspel efter katastrofen på Heyselstadion. Han nådde inga större framgångar i Spanien, men trots erbjudanden från Newcastle United stannade han kvar i Spanien. Efter en rad dåliga resultat fick han dock sparken i november 1989.
Efter knappt ett år som tränare i Manchester City kom han tillbaka till Everton i november 1990. Kendalls andra sejour i klubben blev mindre lyckad, och han avgick i december 1993 efter en tvist gällande pengar till spelarköp. I januari 1995 anställdes han som tränare i Notts County, men efter mindre än tre månader fick han sparken.
I december 1995 tog han över efter Dave Bassett som tränare i Sheffield United. Laget låg näst sist i division ett, men Kendall ändrade om i laget och man kom att använda fler spelare än man någonsin tidigare gjort under en säsong. Han ändrade även lagets spelstil och man klarade sig kvar i division ett. Inför säsongen 1996/97 fanns förhoppningar om uppflyttning till Premier League och Sheffield Uniteds ordförande Mike McDonald gav Kendall tre miljoner pund att köpa spelare för. Skador på nyckelspelare gjorde dock att laget förlorade finalen av kvalet till Premier League.
Kendall lämnade Sheffield United i juni 1997 för att bli tränare i Everton för tredje gången, men laget hade det svårt och inte förrän i sista omgången lyckades man säkra nytt kontrakt i Premier League. Kendall avgick sommaren 1998 och i november samma år var det tänkt att han skulle ta över som tränare i spanska Jerez. Det blev dock inget av detta på grund av ett importförbud av utländska tränare. Istället fick han tränarjobbet i grekiska Ethnikos Piraeus, men efter bara fyra månader fick han sparken i mars 1999. Laget låg då sist i tabellen med åtta poäng upp till närmaste lag.